# Pristimantis molybrignus
Espèce
Synonymes
- Eleutherodactylus molybrignus Lynch, 1986

Statut de conservation UICN

 CR  : 
En danger critique
Pristimantis molybrignus est une espèce d'amphibiens de la famille des Craugastoridae.

## Distribution
Cette espèce est endémique du versant Ouest de la cordillère Occidentale en Colombie. Elle se rencontre entre 1 110 et 2 350 m d'altitude dans les départements de Valle del Cauca, de Cauca, de Risaralda et de Chocó.

## Description
Les mâles mesurent de 21,3 à 29,3 mm et les femelles de 34,0 à 42,1 mm.

## Publication originale
- Lynch, 1986 : New species of Eleutherodactylus of Colombia (Amphibia: Leptodactylidae). 2. Four species from the cloud forests of the western Cordilleras. Caldasia, Bogotá, vol. 15, p. 629-647 (texte intégral).